# Gervásio Cícero de Albuquerque Melo
Gervásio Cícero de Albuquerque Melo (Icó, 7 de maio de 1830 - Macau, fevereiro de 1878) foi um político brasileiro.
Foi presidente da província do Piauí, nomeado por carta imperial de 13 de novembro de 1872, de 22 de fevereiro de 1873 a 27 de abril de 1874.